# Doo-Wops & Hooligans Tour
Doo-Wops & Hooligans Tour es la primera gira mundial del cantante de R&B, Bruno Mars, para promocionar su álbum Doo-Wops & Hooligans. El Tour tiene fechas entre 2010 y 2011, por Norteamérica, Europa, Asia y Oceanía.

## Información

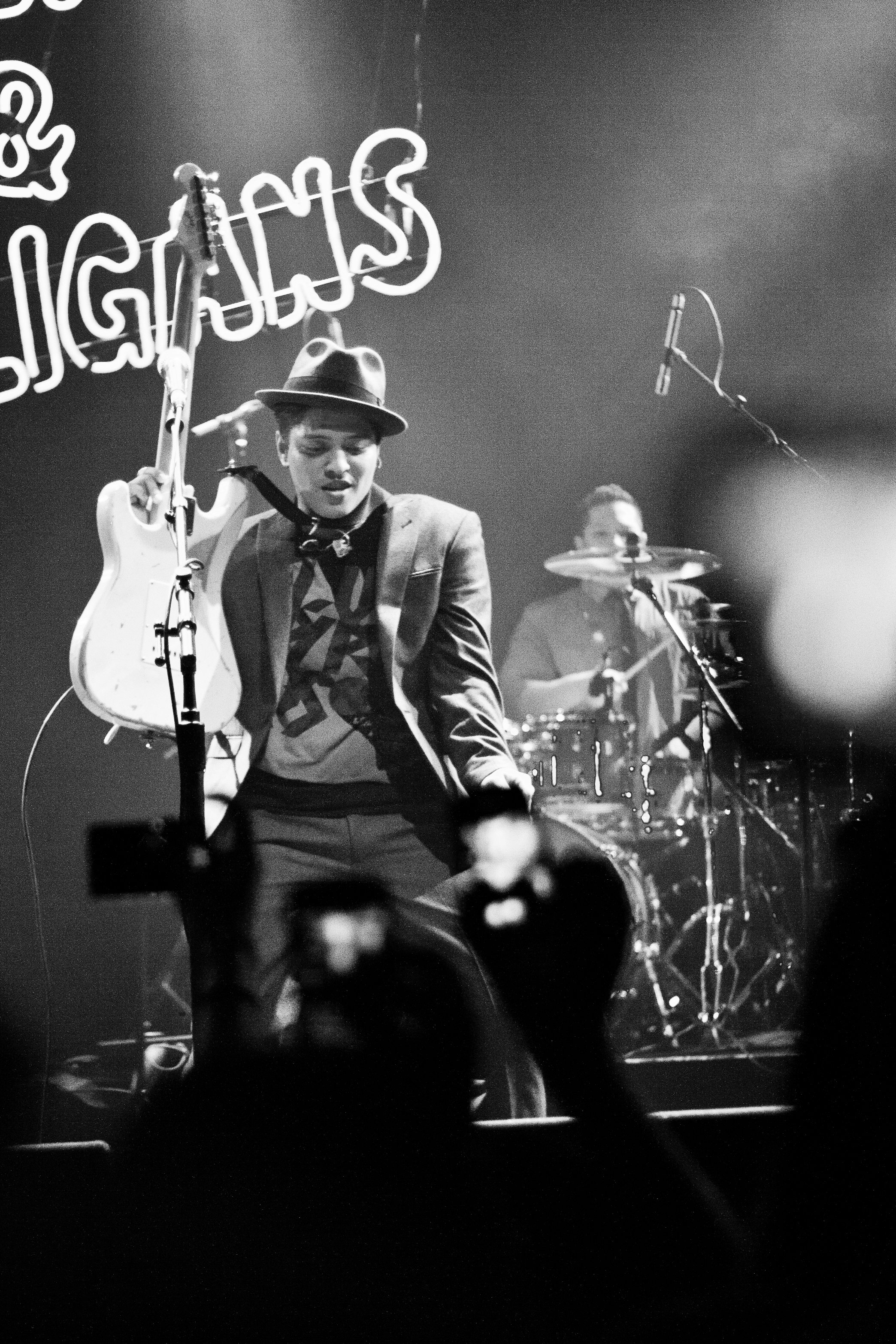
Bruno Mars actuando en Houston, Texas en noviembre de 2010.

El Doo-Wops & Hooligans Tour comenzó el 16 de noviembre de 2010 en San Francisco, y hasta el final del año en Hawái. El rapero Donnis tuvo el acto de apertura en todas las fechas en el territorio continental de Estados Unidos, con la excepción de la fecha de San Diego, e interpretó canciones de su EP Fashionably Late. La segunda parte a través de Europa, una tercera en Asia, una cuarta en Australia regresando a Europa. Las fechas de la gira se encuentran debajo. Una segunda gira, en conjunto coprotagonizando esfuerzos con la cantante estadounidense Janelle Monáe titulada "Hooligans in Wondaland", fue anunciada en febrero de 2011 y visitarán América del Norte en mayo y junio de 2011.

## Actos de apertura
- Diafrix (Australia y Nueva Zelanda)
- Donnis
- Mayer Hawthorne
- Janelle Monáe (Norteamérica—Etapa 2, Hooligans in Wondaland)
- Skylar Grey
- Zolvein Vixon (Argentina)
- Tanya Lacey (Europa)
- Madvanna (Chile)

## Lista de canciones
1. "The Other Side"
2. "Top of the World"
3. "Money (That's What I Want)" (Barrett Strong cover)
4. "Billionaire"
5. "Our First Time"
6. "Billie Jean" (Michael Jackson cover)
7. "Seven Nation Army" (The White Stripes cover)
8. "Marry You"
9. "The Lazy Song"
10. "Count on Me"
11. "Nothin' on You"
12. "Just the Way You Are"

Encore
1. "Grenade"
2. "It Will Rain/Talking to the Moon"
3. "Runaway Baby[6]

## Fechas
| Día                                   | Ciudad           | País           | Lugar de presentación                      |
| ------------------------------------- | ---------------- | -------------- | ------------------------------------------ |
| Norteamérica                          |                  |                |                                            |
| 16 de noviembre de 2010               | San Francisco    | Estados Unidos | Slim                                       |
| 19 de noviembre de 2010               | La Jolla         | Estados Unidos | Price Center                               |
| 20 de noviembre de 2010               | Phoenix          | Estados Unidos | Martini Ranch                              |
| 23 de noviembre de 2010               | Dallas           | Estados Unidos | The Loft                                   |
| 24 de noviembre de 2010               | Houston          | Estados Unidos | Warehouse Live                             |
| 26 de noviembre de 2010               | Sauget           | Estados Unidos | Pop                                        |
| 27 de noviembre de 2010               | Chicago          | Estados Unidos | Bottom Lounge                              |
| 28 de noviembre de 2010               | Cleveland        | Estados Unidos | Grog Shop                                  |
| 30 de noviembre de 2010               | Boston           | Estados Unidos | Paraíso Rock Club                          |
| 19 de diciembre de 2010               | Honolulu         | Estados Unidos | Neal S. Blaisdell Arena                    |
| 21 de diciembre de 2010               | Kahului          | Estados Unidos | Maui Arts & Cultural Center                |
| Europa                                |                  |                |                                            |
| 24 de enero de 2011                   | Londres          | Inglaterra     | Café de París                              |
| 3 de marzo de 2011                    | Berlín           | Alemania       | Postbahnhof                                |
| 5 de marzo de 2011                    | París            | Francia        | La Cigale                                  |
| 6 de marzo de 2011                    | Ámsterdam        | Países Bajos   | Paradiso                                   |
| 7 de marzo de 2011                    | Stuttgart        | Alemania       | Rohre                                      |
| 9 de marzo de 2011                    | Dublín           | Irlanda        | Olympia Theatre                            |
| 10 de marzo de 2011                   | Mánchester       | Inglaterra     | Manchester Club Academy                    |
| 1 de marzo de 2011                    | Glasgow          | Inglaterra     | O2 ABC Glasgow                             |
| 13 de marzo de 2011                   | Londres          | Inglaterra     | Koko                                       |
| 14 de marzo de 2011                   | Londres          | Inglaterra     | Koko                                       |
| 15 de marzo de 2011                   | Birmingham       | Inglaterra     | Birmingham Institute Library               |
| 17 de marzo de 2011                   | Colonia          | Alemania       | Gloria                                     |
| 18 de marzo de 2011                   | Múnich           | Alemania       | Theaterfabrik                              |
| 20 de marzo de 2011                   | Hamburgo         | Alemania       | Übel & Gefährlich                          |
| 23 de marzo de 2011                   | Copenhague       | Dinamarca      | Store Vega                                 |
| Asia                                  |                  |                |                                            |
| 5 de abril de 2011                    | Yakarta          | Indonesia      | Istora Senayan                             |
| 7 de abril de 2011                    | Cebú             | Filipinas      | Waterfront Hotel                           |
| 8 de abril de 2011                    | Manila           | Filipinas      | Araneta Coliseum                           |
| 10 de abril de 2011                   | Kuala Lumpur     | Malasia        | Putra World Trade Center                   |
| Oceanía                               |                  |                |                                            |
| 12 de abril de 2011                   | Perth            | Australia      | Astor Theatre                              |
| 14 de abril de 2011                   | Sídney           | Australia      | Luna Park                                  |
| 15 de abril de 2011                   | Adelaida         | Australia      | Thebarton Theatre                          |
| 16 de abril de 2011                   | Melbourne        | Australia      | Festival Hall                              |
| 18 de abril de 2011                   | Auckland         | Nueva Zelanda  | Vector Arena                               |
| Norteamérica - Hooligans in Wondaland |                  |                |                                            |
| 1 de mayo de 2011                     | East Rutherford  | Estados Unidos | MetLife Stadium                            |
| 4 de mayo de 2011                     | Nueva York       | Estados Unidos | Roseland Ballroom                          |
| 6 de mayo de 2011                     | Stony Brook      | Estados Unidos | Stony Brook University Arena               |
| 7 de mayo de 2011                     | Camden           | Estados Unidos | Susquehanna Bank Center                    |
| 8 de mayo de 2011                     | Boston           | Estados Unidos | Agganis Arena                              |
| 10 de mayo de 2011                    | Atlanta          | Estados Unidos | Fox Theatre                                |
| 11 de mayo de 2011                    | Miami Beach      | Estados Unidos | Miami Beach Convention Center              |
| 17 de mayo de 2011                    | Grand Prairie    | Estados Unidos | Verizon Theatre                            |
| 18 de mayo de 2011                    | Houston          | Estados Unidos | NRG Arena                                  |
| 20 de mayo de 2011                    | Montgomery       | Estados Unidos | Montgomery Riverfront Amphitheatre         |
| 21 de mayo de 2011                    | Baltimore        | Estados Unidos | Pimlico Race Course                        |
| 22 de mayo de 2011                    | Windsor          | Canadá         | Caesars Windsor                            |
| 24 de mayo de 2011                    | Milwaukee        | Estados Unidos | Eagles Ballroom                            |
| 25 de mayo de 2011                    | Saint Paul       | Estados Unidos | Roy Wilkins Auditorium                     |
| 27 de mayo de 2011                    | Chicago          | Estados Unidos | Aragon Ballroom                            |
| 28 de mayo de 2011                    | Kansas City      | Estados Unidos | Uptown Theater                             |
| 29 de mayo de 2011                    | Broomfield       | Estados Unidos | 1stBank Center                             |
| 30 de mayo de 2011                    | Orem             | Estados Unidos | UCCU Center                                |
| 2 de junio de 2011                    | Seattle          | Estados Unidos | CenturyLink Field                          |
| 3 de junio de 2011                    | Vancouver        | Canadá         | Rogers Arena                               |
| 4 de junio de 2011                    | Portland         | Estados Unidos | Moda Center                                |
| 7 de junio de 2011                    | Reno             | Estados Unidos | Grand Sierra Resort                        |
| 8 de junio de 2011                    | San Francisco    | Estados Unidos | Bill Graham Civic Auditorium               |
| 11 de junio de 2011                   | Del Mar          | Estados Unidos | Del Mar Fairgrounds                        |
| 12 de junio de 2011                   | Universal City   | Estados Unidos | Anfiteatro Gibson                          |
| 14 de junio de 2011                   | Universal City   | Estados Unidos | Anfiteatro Gibson                          |
| 15 de junio de 2011                   | Phoenix          | Estados Unidos | Comerica Theatre                           |
| 16 de junio de 2011                   | Las Vegas        | Estados Unidos | Palms Casino Resort                        |
| Europa                                |                  |                |                                            |
| 1 de julio de 2011                    | Londres          | Inglaterra     | Hyde Park                                  |
| 5 de julio de 2011                    | Ámsterdam        | Países Bajos   | Heineken Music Hall                        |
| 6 de julio de 2011                    | París            | Francia        | Olympia de París                           |
| 9 de julio de 2011                    | Punchestown      | Irlanda        | Punchestown Racecourse                     |
| 10 de julio de 2011                   | Kinross          | Escocia        | Balado                                     |
| 16 de agosto de 2011                  | Londres          | Escocia        | Hammersmith Apollo                         |
| 17 de agosto de 2011                  | Londres          | Escocia        | Hammersmith Apollo                         |
| 18 de agosto de 2011                  | Birmingham       | Escocia        | O2 Academy                                 |
| 20 de agosto de 2011                  | Chelmsford       | Escocia        | Hylands House                              |
| 21 de agosto de 2011                  | Staffordshire    | Escocia        | Weston Park                                |
| Norteamérica                          |                  |                |                                            |
| 30 de agosto de 2011                  | Allentown        | Estados Unidos | Allentown Fairgrounds                      |
| 31 de agosto de 2011                  | Syracuse         | Estados Unidos | New York State Fairgrounds                 |
| 1 de septiembre de 2011               | Essex Junction   | Estados Unidos | Champlain Valley Exposition                |
| Caribe                                |                  |                |                                            |
| 3 de septiembre de 2011               | Nasáu            | Bahamas        | Atlantis Paradise Grand Ballroom           |
| 8 de septiembre de 2011               | San Juan         | Puerto Rico    | Coliseo de Puerto Rico José Miguel Agrelot |
| Europa                                |                  |                |                                            |
| 15 de septiembre de 2011              | Baden-Baden      | Alemania       | Festspielhaus Baden-Baden                  |
| Norteamérica                          |                  |                |                                            |
| 23 de septiembre de 2011              | Las Vegas        | Estados Unidos | MGM Grand Garden Arena                     |
| Europa                                |                  |                |                                            |
| 3 de octubre de 2011                  | Valby            | Dinamarca      | Valby-Hallen                               |
| 5 de octubre de 2011                  | Hamburgo         | Alemania       | Alsterdorfer Sporthalle                    |
| 6 de octubre de 2011                  | Berlín           | Alemania       | Pabellón Max Schmeling                     |
| 8 de octubre de 2011                  | Múnich           | Alemania       | Zenith                                     |
| 10 de octubre de 2011                 | Milán            | Italia         | Mediolanum Forum                           |
| 12 de octubre de 2011                 | Viena            | Austria        | Wiener Stadthalle                          |
| 13 de octubre de 2011                 | Zúrich           | Suiza          | Hallenstadion                              |
| 15 de octubre de 2011                 | Oberhausen       | Alemania       | König Pilsener Arena                       |
| 16 de octubre de 2011                 | Frankfurt        | Alemania       | Jahrhunderthalle                           |
| 17 de octubre de 2011                 | Esch-sur-Alzette | Luxemburgo     | Rockhal                                    |
| 19 de octubre de 2011                 | Bruselas         | Bélgica        | Forest National                            |
| 20 de octubre de 2011                 | París            | Francia        | Le Zénith de París                         |
| 21 de octubre de 2011                 | Nantes           | Francia        | Le Zénith Nantes Métropole                 |
| 23 de octubre de 2011                 | Londres          | Inglaterra     | Brixton Academy                            |
| 31 de octubre de 2011                 | Glasgow          | Inglaterra     | Scottish Exhibition and Conference Centre  |
| 1 de noviembre de 2011                | Nottingham       | Inglaterra     | National Ice Centre                        |
| 2 de noviembre de 2011                | Mánchester       | Inglaterra     | O2 Apollo Manchester                       |
| Sudamérica                            |                  |                |                                            |
| 19 de enero de 2012                   | Santiago         | Chile          | Movistar Arena                             |
| 21 de enero de 2012                   | Mar del Plata    | Argentina      | Mute Club de Mar                           |
| 24 de enero de 2012                   | São Paulo        | Brasil         | Anhembi                                    |
| 25 de enero de 2012                   | Río de Janeiro   | Brasil         | HSBC Arena                                 |
| 28 de enero de 2012                   | Florianópolis    | Brasil         | Stage Music Park                           |